# Månens baksida

Detaljerad bild från Lunar Reconnaissance Orbiter (LRO) av månens baksida.

Månens passage framför jorden observerad av Deep Space Climate Observatory. Baksidan är helt belyst av solen.

Månens baksida är det halvklot av månen som alltid vänder sig bort från jorden. Detta beror på att månen roterar runt sin egen axel med samma hastighet som den kretsar runt jorden.

## Beskrivning
Baksidan består av oländig terräng med en stor mängd nedslagskratrar och ett fåtal månhav. Här finns en av solsystemets största kratrar Sydpol-Aitkenbassängen. Månens båda sidor upplever två veckor av solljus följt av två veckors natt. Bortre sidan kallas ibland "månens mörka sida", vilket snarare syftar på osynlig än brist på ljus.
Omkring 18 procent av den bortre sidan är ibland synlig från jorden på grund av libration. Återstående 82 procent har förblivit oobserverad fram till år 1959, då baksidan fotograferades av sovjetiska rymdsonden Luna 3. År 1960 publicerade Sovjetunionens Vetenskapsakademi den första atlasen över månens baksida. Astronauterna på Apollo 8 var de första människorna som såg baksidan med blotta ögat när de var i omloppsbana runt månen 1968. Alla bemannade och obemannade mjuklandningar hade gjorts på månens framsida, men 3 januari 2019 genomförde den kinesiska rymdfarkosten Chang'e 4 den första landningen på månens baksida.
Astronomer har föreslagit att man skulle bygga ett stort radioteleskop på baksidan, där månen skulle vara ett skydd mot möjliga radiostörningar från jorden.

## Bildgalleri

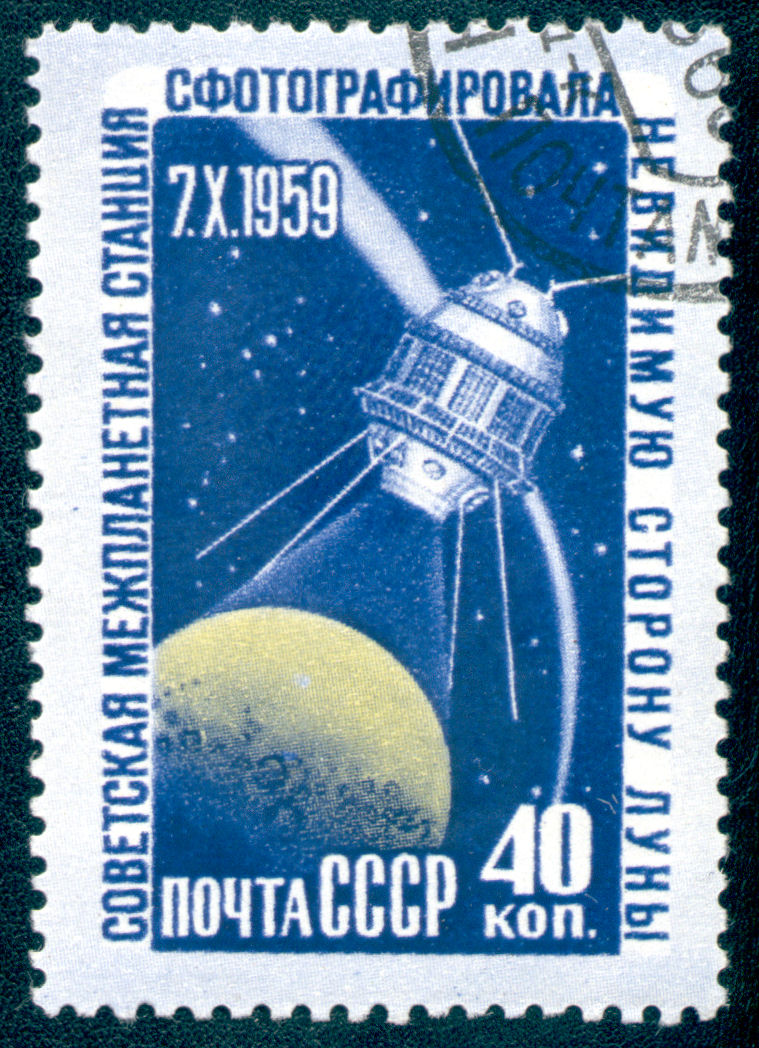
Sovjetiskt frimärke från 1959.
På grund av bunden rotation döljs månens baksida
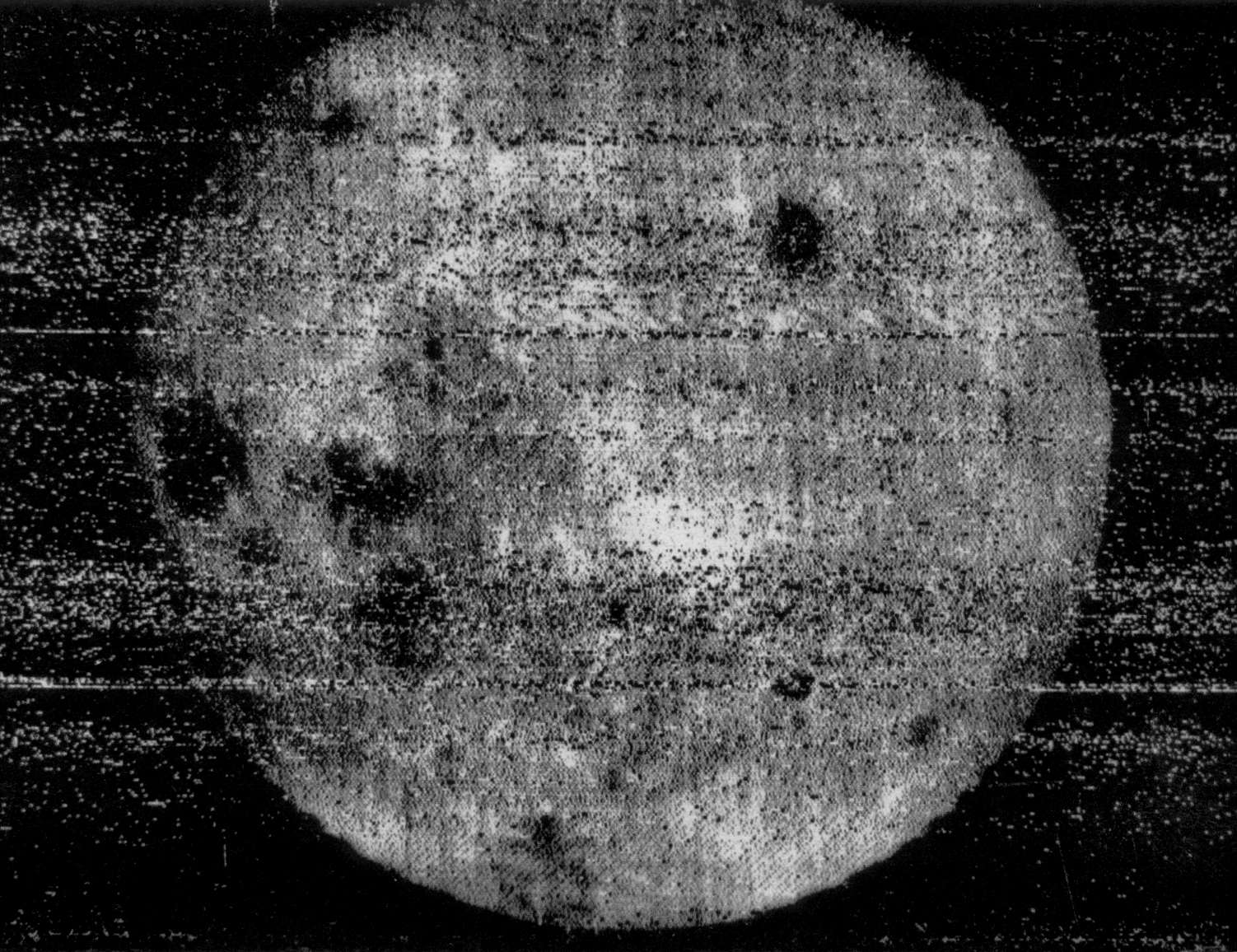
Bild från Luna 3 som för första gången visar månens baksida